# Ferme éolienne de Gansu
La ferme éolienne de Gansu (également appelé Jiuquan Wind Power Base) est un groupe de grands parcs d'éoliennes en construction dans la province occidentale de Gansu en Chine. Le projet est l'un des six mégaprojets éoliens nationaux approuvé par le gouvernement chinois. Il est prévu d'atteindre les 20 000 mégawatts d'ici 2020, à un coût estimatif de 120 milliards de yuans (17,5 milliards de dollars). Le projet est développé par plus de 20 sociétés dans deux localités du district de Guazhou et à proximité de la ville de Yumen.

## Historique
Lors de sa phase initiale, le projet est divisé en plusieurs phases. La première phase de 3 800 MW des 18 200 MW + 2 100 MW éolien est prévue pour être achevée en 2010. La deuxième phase de 8 000 MW sera composée de 40 fermes de 200 MW chacune. La puissance nominale totale installée prévue est de 5 160 MW d'ici 2010, 12 710 en 2015 et 20 000 en 2020.
En 2006, l'ensemble de Yumen générait à lui seul 1 910 MWh[réf. nécessaire].
En 2008, la construction d'une ligne électrique de 750 kV AC a commencé pour évacuer l'électricité du parc éolien, et la construction des parcs éoliens eux-mêmes a commencé en août 2009.
En novembre 2010, la capacité installée était de 5 160 MW.
La partie de la ferme située à Guazhou, atteignait à elle seule la même année, 3 800 MWh[réf. nécessaire].